# Danh sách tiểu hành tinh: 25501–25600
| Tên                 | Tên đầu tiên | Ngày phát hiện       | Nơi phát hiện                      | Người phát hiện |
| ------------------- | ------------ | -------------------- | ---------------------------------- | --------------- |
| 25501 -             | 1999 XK91    | 7 tháng 12 năm 1999  | Socorro                            | LINEAR          |
| 25502 -             | 1999 XO91    | 7 tháng 12 năm 1999  | Socorro                            | LINEAR          |
| 25503 -             | 1999 XW93    | 7 tháng 12 năm 1999  | Socorro                            | LINEAR          |
| 25504 -             | 1999 XS94    | 7 tháng 12 năm 1999  | Socorro                            | LINEAR          |
| 25505 -             | 1999 XQ95    | 7 tháng 12 năm 1999  | Oizumi                             | T. Kobayashi    |
| 25506 -             | 1999 XS95    | 9 tháng 12 năm 1999  | Oizumi                             | T. Kobayashi    |
| 25507 -             | 1999 XB96    | 9 tháng 12 năm 1999  | Oizumi                             | T. Kobayashi    |
| 25508 -             | 1999 XC96    | 9 tháng 12 năm 1999  | Oizumi                             | T. Kobayashi    |
| 25509 Rodwong       | 1999 XF97    | 7 tháng 12 năm 1999  | Socorro                            | LINEAR          |
| 25510 Donvincent    | 1999 XJ97    | 7 tháng 12 năm 1999  | Socorro                            | LINEAR          |
| 25511 Annlipinsky   | 1999 XM97    | 7 tháng 12 năm 1999  | Socorro                            | LINEAR          |
| 25512 Anncomins     | 1999 XT97    | 7 tháng 12 năm 1999  | Socorro                            | LINEAR          |
| 25513 Weseley       | 1999 XM98    | 7 tháng 12 năm 1999  | Socorro                            | LINEAR          |
| 25514 Lisawu        | 1999 XJ99    | 7 tháng 12 năm 1999  | Socorro                            | LINEAR          |
| 25515 Briancarey    | 1999 XU99    | 7 tháng 12 năm 1999  | Socorro                            | LINEAR          |
| 25516 Davidknight   | 1999 XS100   | 7 tháng 12 năm 1999  | Socorro                            | LINEAR          |
| 25517 Davidlau      | 1999 XD101   | 7 tháng 12 năm 1999  | Socorro                            | LINEAR          |
| 25518 Paulcitrin    | 1999 XO101   | 7 tháng 12 năm 1999  | Socorro                            | LINEAR          |
| 25519 Bartolomeo    | 1999 XS101   | 7 tháng 12 năm 1999  | Socorro                            | LINEAR          |
| 25520 Deronchang    | 1999 XV102   | 7 tháng 12 năm 1999  | Socorro                            | LINEAR          |
| 25521 Stevemorgan   | 1999 XH103   | 7 tháng 12 năm 1999  | Socorro                            | LINEAR          |
| 25522 Roisen        | 1999 XK103   | 7 tháng 12 năm 1999  | Socorro                            | LINEAR          |
| 25523 -             | 1999 XU104   | 10 tháng 12 năm 1999 | Oizumi                             | T. Kobayashi    |
| 25524 -             | 1999 XA106   | 11 tháng 12 năm 1999 | Oizumi                             | T. Kobayashi    |
| 25525 -             | 1999 XM113   | 11 tháng 12 năm 1999 | Socorro                            | LINEAR          |
| 25526 -             | 1999 XV115   | 5 tháng 12 năm 1999  | Catalina                           | CSS             |
| 25527 -             | 1999 XM117   | 5 tháng 12 năm 1999  | Catalina                           | CSS             |
| 25528 -             | 1999 XP126   | 7 tháng 12 năm 1999  | Catalina                           | CSS             |
| 25529 -             | 1999 XL127   | 11 tháng 12 năm 1999 | Fountain Hills                     | C. W. Juels     |
| 25530 -             | 1999 XQ127   | 6 tháng 12 năm 1999  | Đài thiên văn Zvjezdarnica Višnjan | K. Korlević     |
| 25531 Lessek        | 1999 XE133   | 12 tháng 12 năm 1999 | Socorro                            | LINEAR          |
| 25532 -             | 1999 XJ133   | 12 tháng 12 năm 1999 | Socorro                            | LINEAR          |
| 25533 -             | 1999 XC140   | 2 tháng 12 năm 1999  | Kitt Peak                          | Spacewatch      |
| 25534 -             | 1999 XK140   | 2 tháng 12 năm 1999  | Kitt Peak                          | Spacewatch      |
| 25535 -             | 1999 XF144   | 15 tháng 12 năm 1999 | Fountain Hills                     | C. W. Juels     |
| 25536 -             | 1999 XG144   | 15 tháng 12 năm 1999 | Fountain Hills                     | C. W. Juels     |
| 25537 -             | 1999 XK157   | 8 tháng 12 năm 1999  | Socorro                            | LINEAR          |
| 25538 Markcarlson   | 1999 XN158   | 8 tháng 12 năm 1999  | Socorro                            | LINEAR          |
| 25539 Roberthelm    | 1999 XA159   | 8 tháng 12 năm 1999  | Socorro                            | LINEAR          |
| 25540 -             | 1999 XQ159   | 8 tháng 12 năm 1999  | Socorro                            | LINEAR          |
| 25541 Greathouse    | 1999 XB160   | 8 tháng 12 năm 1999  | Socorro                            | LINEAR          |
| 25542 Garabedian    | 1999 XH160   | 8 tháng 12 năm 1999  | Socorro                            | LINEAR          |
| 25543 Fruen         | 1999 XR160   | 8 tháng 12 năm 1999  | Socorro                            | LINEAR          |
| 25544 Renerogers    | 1999 XU161   | 13 tháng 12 năm 1999 | Socorro                            | LINEAR          |
| 25545 -             | 1999 XG164   | 8 tháng 12 năm 1999  | Socorro                            | LINEAR          |
| 25546 -             | 1999 XL164   | 8 tháng 12 năm 1999  | Socorro                            | LINEAR          |
| 25547 -             | 1999 XV164   | 8 tháng 12 năm 1999  | Socorro                            | LINEAR          |
| 25548 -             | 1999 XP165   | 8 tháng 12 năm 1999  | Socorro                            | LINEAR          |
| 25549 Jonsauer      | 1999 XZ167   | 10 tháng 12 năm 1999 | Socorro                            | LINEAR          |
| 25550 -             | 1999 XH168   | 10 tháng 12 năm 1999 | Socorro                            | LINEAR          |
| 25551 Drewhall      | 1999 XP168   | 10 tháng 12 năm 1999 | Socorro                            | LINEAR          |
| 25552 Gaster        | 1999 XS168   | 10 tháng 12 năm 1999 | Socorro                            | LINEAR          |
| 25553 Ivanlafer     | 1999 XC169   | 10 tháng 12 năm 1999 | Socorro                            | LINEAR          |
| 25554 Jayaranjan    | 1999 XG169   | 10 tháng 12 năm 1999 | Socorro                            | LINEAR          |
| 25555 Ratnavarma    | 1999 XJ169   | 10 tháng 12 năm 1999 | Socorro                            | LINEAR          |
| 25556 -             | 1999 XP169   | 10 tháng 12 năm 1999 | Socorro                            | LINEAR          |
| 25557 -             | 1999 XW171   | 10 tháng 12 năm 1999 | Socorro                            | LINEAR          |
| 25558 -             | 1999 XT172   | 10 tháng 12 năm 1999 | Socorro                            | LINEAR          |
| 25559 -             | 1999 XW172   | 10 tháng 12 năm 1999 | Socorro                            | LINEAR          |
| 25560 Chaihaoxi     | 1999 XD173   | 10 tháng 12 năm 1999 | Socorro                            | LINEAR          |
| 25561 Leehyunki     | 1999 XN173   | 10 tháng 12 năm 1999 | Socorro                            | LINEAR          |
| 25562 Limdarren     | 1999 XJ174   | 10 tháng 12 năm 1999 | Socorro                            | LINEAR          |
| 25563 -             | 1999 XR174   | 10 tháng 12 năm 1999 | Socorro                            | LINEAR          |
| 25564 -             | 1999 XC175   | 10 tháng 12 năm 1999 | Socorro                            | LINEAR          |
| 25565 Lusiyang      | 1999 XM175   | 10 tháng 12 năm 1999 | Socorro                            | LINEAR          |
| 25566 Panying       | 1999 XM177   | 10 tháng 12 năm 1999 | Socorro                            | LINEAR          |
| 25567 -             | 1999 XJ178   | 10 tháng 12 năm 1999 | Socorro                            | LINEAR          |
| 25568 -             | 1999 XC179   | 10 tháng 12 năm 1999 | Socorro                            | LINEAR          |
| 25569 -             | 1999 XE192   | 12 tháng 12 năm 1999 | Socorro                            | LINEAR          |
| 25570 Kesun         | 1999 XT194   | 12 tháng 12 năm 1999 | Socorro                            | LINEAR          |
| 25571 -             | 1999 XP195   | 12 tháng 12 năm 1999 | Socorro                            | LINEAR          |
| 25572 -             | 1999 XJ197   | 12 tháng 12 năm 1999 | Socorro                            | LINEAR          |
| 25573 Wanghaoyu     | 1999 XT205   | 12 tháng 12 năm 1999 | Socorro                            | LINEAR          |
| 25574 -             | 1999 XZ205   | 12 tháng 12 năm 1999 | Socorro                            | LINEAR          |
| 25575 -             | 1999 XD206   | 12 tháng 12 năm 1999 | Socorro                            | LINEAR          |
| 25576 -             | 1999 XL213   | 14 tháng 12 năm 1999 | Socorro                            | LINEAR          |
| 25577 Wangmanqiang  | 1999 XN213   | 14 tháng 12 năm 1999 | Socorro                            | LINEAR          |
| 25578 -             | 1999 XB217   | 13 tháng 12 năm 1999 | Kitt Peak                          | Spacewatch      |
| 25579 -             | 1999 XO217   | 13 tháng 12 năm 1999 | Kitt Peak                          | Spacewatch      |
| 25580 Xuelai        | 1999 XU220   | 14 tháng 12 năm 1999 | Socorro                            | LINEAR          |
| 25581 -             | 1999 XD221   | 14 tháng 12 năm 1999 | Socorro                            | LINEAR          |
| 25582 -             | 1999 XG221   | 14 tháng 12 năm 1999 | Socorro                            | LINEAR          |
| 25583 -             | 1999 XJ221   | 14 tháng 12 năm 1999 | Socorro                            | LINEAR          |
| 25584 Zhangnelson   | 1999 XO221   | 15 tháng 12 năm 1999 | Socorro                            | LINEAR          |
| 25585 -             | 1999 XK224   | 13 tháng 12 năm 1999 | Kitt Peak                          | Spacewatch      |
| 25586 -             | 1999 XY225   | 13 tháng 12 năm 1999 | Kitt Peak                          | Spacewatch      |
| 25587 -             | 1999 XL227   | 15 tháng 12 năm 1999 | Kitt Peak                          | Spacewatch      |
| 25588 -             | 1999 XW230   | 7 tháng 12 năm 1999  | Catalina                           | CSS             |
| 25589 -             | 1999 XY231   | 9 tháng 12 năm 1999  | Catalina                           | CSS             |
| 25590 -             | 1999 XM238   | 3 tháng 12 năm 1999  | Socorro                            | LINEAR          |
| 25591 -             | 1999 XG252   | 9 tháng 12 năm 1999  | Kitt Peak                          | Spacewatch      |
| 25592 -             | 1999 YO1     | 19 tháng 12 năm 1999 | Moriyama                           | Y. Ikari        |
| 25593 Camillejordan | 1999 YA5     | 28 tháng 12 năm 1999 | Prescott                           | P. G. Comba     |
| 25594 Kessler       | 1999 YA9     | 29 tháng 12 năm 1999 | Farpoint                           | G. Hug, G. Bell |
| 25595 -             | 1999 YD9     | 29 tháng 12 năm 1999 | Farpoint                           | G. Hug, G. Bell |
| 25596 -             | 1999 YO9     | 31 tháng 12 năm 1999 | Oizumi                             | T. Kobayashi    |
| 25597 -             | 1999 YS14    | 31 tháng 12 năm 1999 | Anderson Mesa                      | LONEOS          |
| 25598 -             | 1999 YK16    | 31 tháng 12 năm 1999 | Kitt Peak                          | Spacewatch      |
| 25599 -             | 2000 AN      | 2 tháng 1 năm 2000   | Fountain Hills                     | C. W. Juels     |
| 25600 -             | 2000 AS1     | 2 tháng 1 năm 2000   | Đài thiên văn Zvjezdarnica Višnjan | K. Korlević     |